# Hongliuhe Yuanyichang (ort i Kina, Xinjiang Uygur Zizhiqu, lat 43,12, long 88,96)
Hongliuhe Yuanyichang (kinesiska: 红柳河园艺场) är en ort i Kina. Den ligger i den autonoma regionen Xinjiang, i den nordvästra delen av landet, omkring 130 kilometer sydost om regionhuvudstaden Ürümqi. Antalet invånare är 2 313. Befolkningen består av 1 155 kvinnor och 1 158 män. Barn under 15 år utgör 14,0 %, vuxna 15-64 år 75 %, och äldre över 65 år 10,0 %.
Runt Hongliuhe Yuanyichang är det glesbefolkat, med 19 invånare per kvadratkilometer. Det finns inga andra samhällen i närheten. Trakten runt Hongliuhe Yuanyichang är ofruktbar med lite eller ingen växtlighet.
Genomsnittlig årsnederbörd är 157 millimeter. Den regnigaste månaden är juli, med i genomsnitt 29 mm nederbörd, och den torraste är januari, med 6 mm nederbörd.